# Naissance de saint Jean-Baptiste
Naissance de saint Jean-Baptiste – en italien Nascita di San Giovanni Battista – est un tondo réalisé par le peintre italien Pontormo en 1526-1527. Cette peinture chrétienne représente Jean le Baptiste porté par une servante peu après sa naissance, alors que l'on évente sa mère, Élisabeth. Encore au lit, celle-ci regarde Zacharie écrire le nom qu'il choisit pour leur fils.
L'œuvre est exécutée à la peinture à l'huile au dos d'un desco da parto en bois conçu pour Lisabetta Tornaquinci, qui accouche d'un garçon le 15 janvier 1527 à Florence, en Toscane. Sur son autre face, le plateau associe les armoiries de cette destinataire à celles du père, Girolamo della Casa, et les présente sur fond noir entre deux grotesques. Il est conservé à la galerie des Offices.

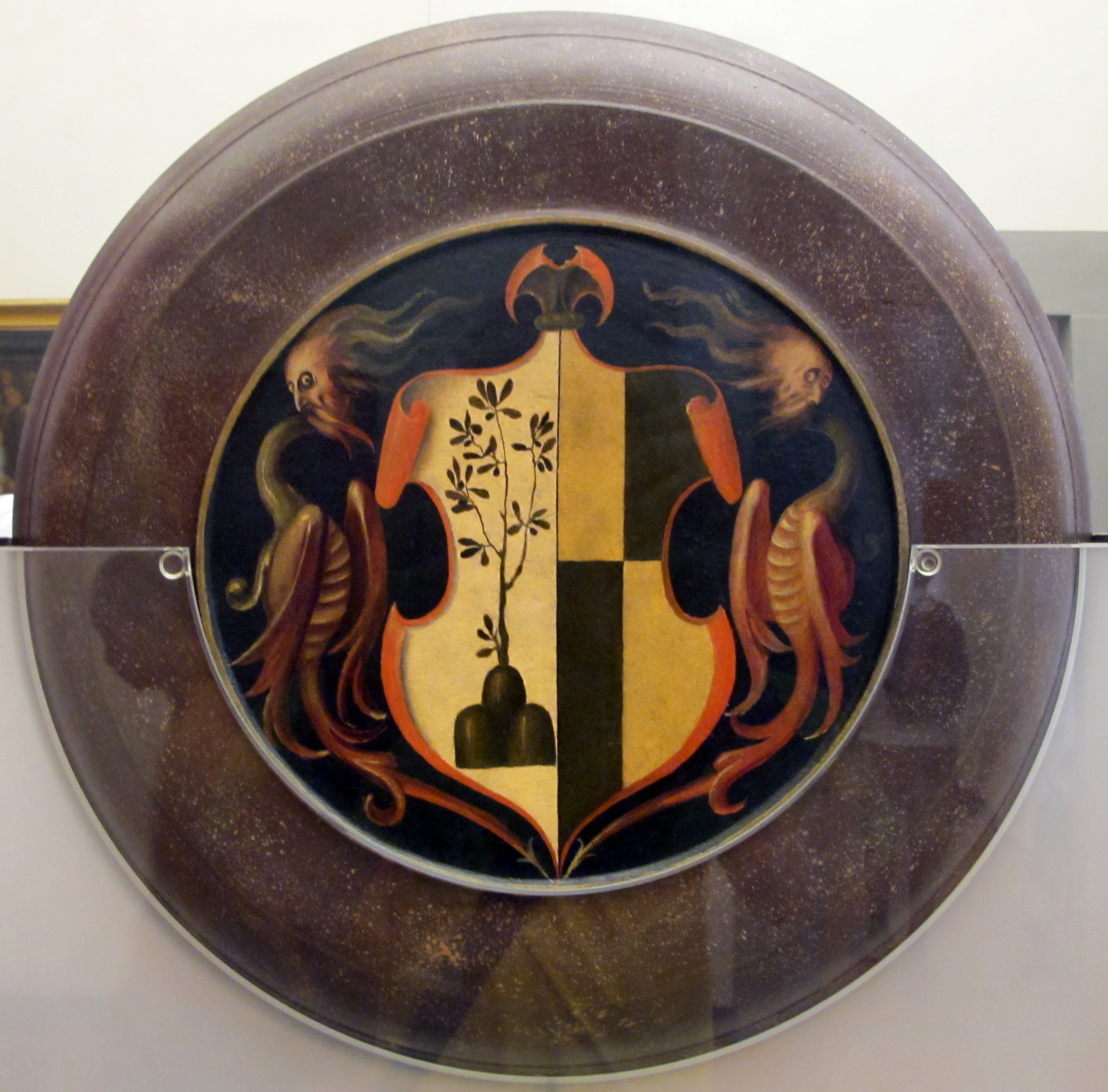
Recto de la Naissance de saint Jean-Baptiste.